# Кагарлык
Кагарлы́к (укр. Кагарлик) — город в Киевской области Украины. Входит в Обуховский район. До 2020 года был административным центром упразднённого Кагарлыкского района.

## Географическое положение
Находится на реке Росаве.

## История

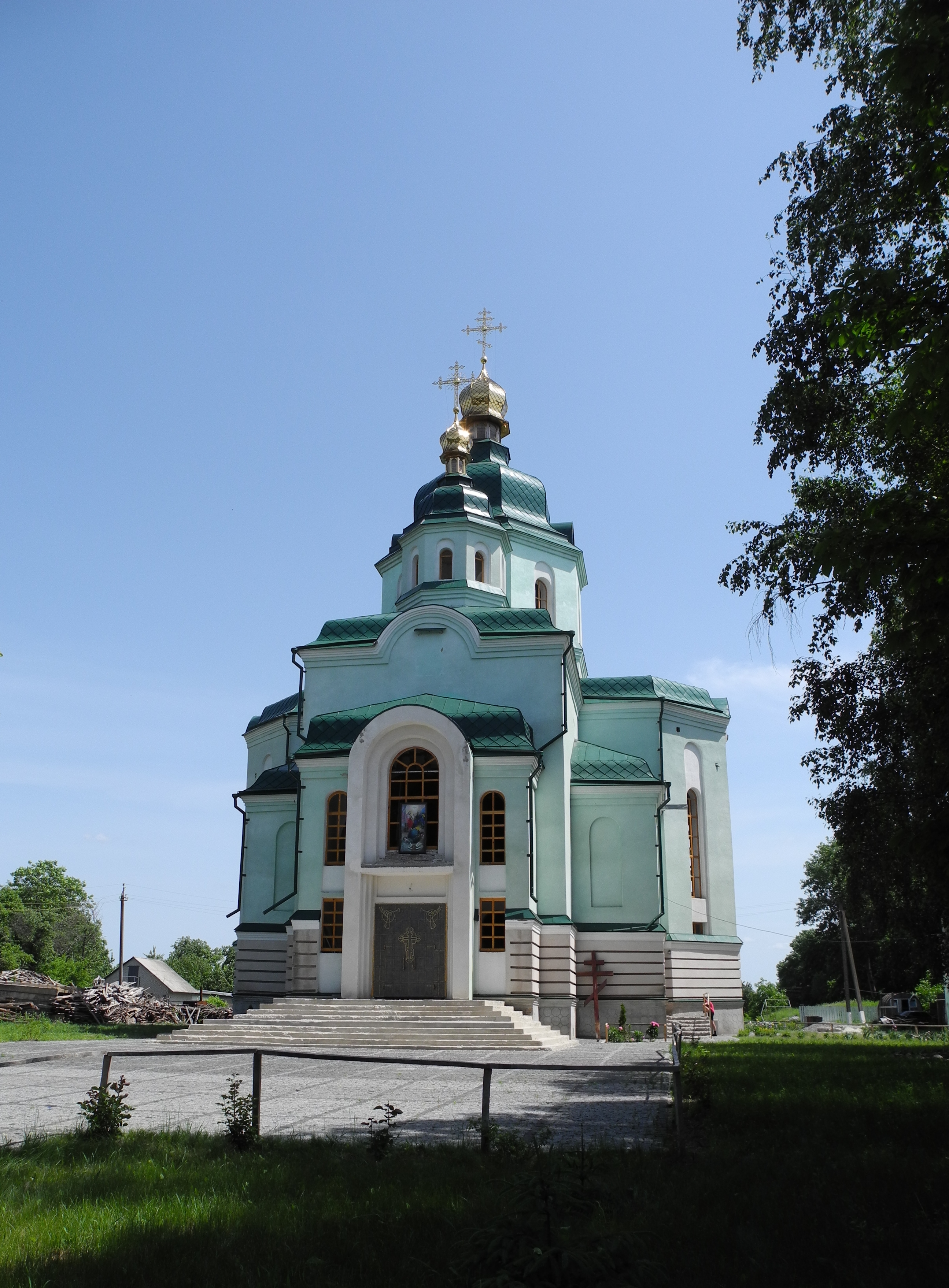
Церковь

Впервые упоминается в 1142 году под названием Городец. Известен со времён Киевской Руси как поселение берендеев. Позднее упоминается под иным названием — Эрлык. Сожжён монголо-татарами и восстановлен во второй половине XIV века. На начало XVII века — центр староства.
В 1644 году здесь построили крепость. До 1793 Кагарлык принадлежал польскому графу Яну Яцеку Амору Тарнавскому.
После второго раздела Речи Посполитой в 1793 году Екатерина II подарила кагарлыкское поместье с окружающими землями общей площадью 23 160 десятин Дмитрию Прокофиевичу Трощинскому, который работал при дворе царицы статс-секретарем.
Дмитрий Прокофиевич в Кагарлыке построил Свято-Троицкую церковь, а напротив неё — свой дворец, флигели и хозяйственные здания. Парк возле поместья имел преимущественно ландшафтное планирование.
В 1811 году в имении своего дяди в Кагарлыке поселился Андрей Андреевич Трощинский, вышедший с военной службы в отставку в чине генерал-майора. С этого момента он стал управляющим всеми имениями дяди. А так как Дмитрий Прокофьевич после смерти своей единственной дочери в 1817 году, остался бездетным, то Андрей Андреевич явился и наследником большей части богатства Д. П. Трощинского.
Потомки Д. П. Трощинского обанкротились и продали поместье земельному банку. Позднее поместье приобрел военный деятель XIX века М. И. Чертков. В 1881 году Чертков ушёл в отставку и поселился в Кагарлыке. Он пригласил в поместье польского садовника Бернхарда для капитальной реконструкции парка.
На холме установили ротонду, дорожки выстелили кирпичом, проложили водопровод для полива, посадили деревья и кусты, завезённые из Западной Европы и Америки. Вдоль аллей стояли беседки и более 20 мраморных скульптур, в том числе 17 всемирно известных из мифологии Древней Греции.
В 1894 году Кагарлык являлся местечком Киевского уезда Киевской губернии, численность населения которого составляла 6,6 тыс. человек. Здесь действовали сахарный завод, 30 торговых лавок, два начальных училища, церковно-приходская школа, две православные церкви и два еврейских молитвенных дома.
После начала Великой Отечественной войны с 3 августа 1941 до 8 января 1944 года Кагарлык был оккупирован немецкими войсками.
В 1952 году в селе Кагарлык действовали сахарный завод, маслодельный завод, промкомбинат, средняя школа, две семилетние школы, начальная школа, библиотека, Дом культуры, свеклосовхоз и одна из двух МТС района.
В 1970 году население составляло 10,9 тыс. человек. В 1971 году Кагарлык получил статус города, в это время здесь действовали сахарный комбинат, маслодельный завод, кирпичный завод, асфальтовый завод и фабрика художественных изделий.
В январе 1989 года численность населения составляла 14 065 человек, основой экономики являлись предприятия сахарной и пищевой промышленности.
В мае 1995 года Кабинет министров Украины утвердил решение о приватизации находившихся в городе сахарного завода, обеспечивавшего его сырьём свеклосовхоза и райсельхозтехники.
В январе 1997 года было возбуждено дело о банкротстве находившейся здесь межрайонной базы Киевского облпотребсоюза.
С июня 2011 года на Украине была возобновлена работа стационарных постов дорожно-патрульной службы ГАИ МВД Украины, на 81-м километре автотрассы Н-01 «Киев — Знаменка» был построен стационарный пост ГАИ «Кагарлык».
На 1 января 2013 года численность населения составляла 13 758 человек.

## Транспорт
- железнодорожная станция Кагарлык[1][2][4] Юго-Западной железной дороги

## Достопримечательности

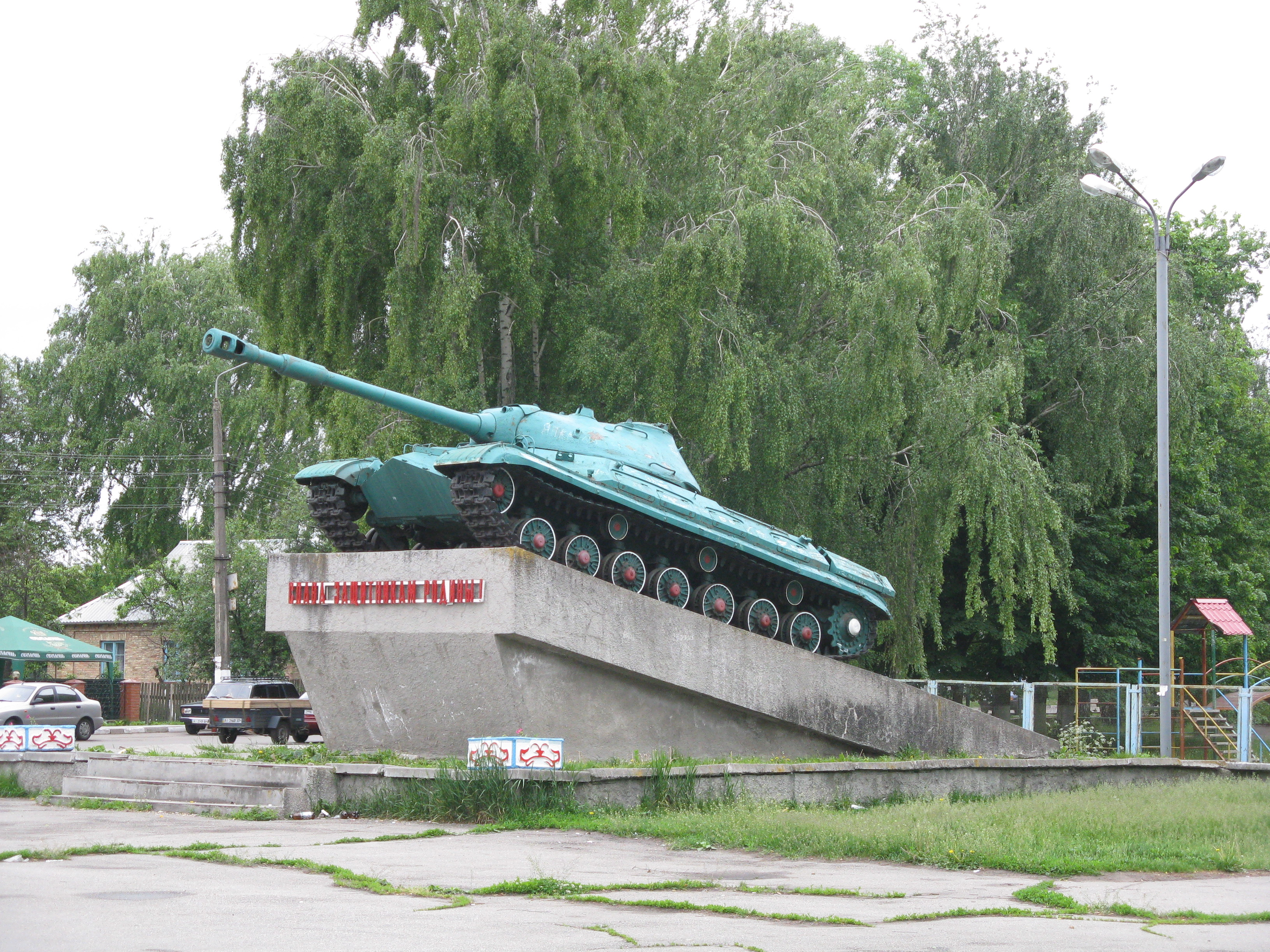
Танк Т-10М, установленный в центре города